# Josefina Macià i Lamarca
Josefina Macià i Lamarca (Lleida, 17 d'octubre de 1892 - Ciutat de Mèxic, 8 d'abril de 1983) va ser una mestressa de casa, coneguda per ser filla del president de la Generalitat, Francesc Macià. Es va exiliar a causa de la guerra civil el 1938 i va establir-se, finalment, a Mèxic.
Va néixer a Lleida el 17 d'octubre de 1892. Filla de Francesc Macià i Llussà i d'Eugènia Lamarca i de Mier. L'any següent la família s'instal·la a Barcelona. Des de 1920 està casada amb el metge Antoni Peyrí i Rocamora. Van tenir dues filles, Teresa, casada amb Pere Pi-Sunyer, i Eugènia, i un fill, l'arquitecte i dibuixant Antoni Peyrí i Macià.
Poc abans d'acabar la guerra civil espanyola, el 1938, abandona el país amb la seva família i passa a França, i s'està temporalment, juntament amb la seva germana Maria, a la Ville le Chinois de Montpeller, on hi vivia també Jaume Martí i Cabot amb dues filles. El 1939 o 1940 marxen a Veneçuela, on el seu marit dirigeix la leproseria nacional veneçolana. Finalment s'exilien a Mèxic; va sortir de Veneçuela el març de 1941 i va arribar a la capital mexicana, on va instal·lar-se, a l'abril del mateix any emparada en el dret d'asil.
Des d'Espanya, el Tribunal de Responsabilitat Polítiques va condemnar-la a una multa de 50.000 pessetes i cinc anys de desterrament de Catalunya. Malgrat que el seu pare havia mort el 1933, i per tant quedava fora del límit temporal d'aplicació de la Llei de Responsabilitats Polítiques, les autoritats van considerar que els fills de Macià podien tenir una ideologia anàloga a Francesc Macià, i els van considerar separatistes i propagandistes del comunisme, tot i la seva nul·la participació en la política. Josefina va haver de pagar la multa entre 1942 i 1947, va apel·lar el 1948, però el seu procés el va prosseguir la Comissió Liquidadora de Responsabilitat Polítiques i encara durava el 1954.